# 篱笆隙蛛
篱笆隙蛛（学名：Coelotes septus）为暗蛛科隙蛛属的动物。在中国大陆，分布于湖南等地。该物种的模式产地在湖南。